# Корпорація мрії
«Корпорація мрії» (англ. Forbidden Science — Заборонена наука) — американський телесеріал, прем'єра якого відбулася 9 січня 2009 року на телеканалі Cinemax.

## Сюжет
Дія розгортається в найближчому майбутньому навколо елітної корпорації 4Ever Innovations, чиї молоді і геніальні вчені зберігають і продають пам'ять. Вони можуть замінити тих, кого ми втратили, клонами, дозволити нам за допомогою технологій жити в своїх найбільших фантазіях: від возз'єднання зі своїми колишніми до створення ідеальних коханців – але за найглибші бажання доводиться платити особливу ціну, секрети 4Ever Innovations можуть коштувати вам життя.

## У головних ролях
| Персонаж             | Актор/Актриса  |
| -------------------- | -------------- |
| Колін Соммерс        | Леві Фрімен    |
| Бетані Монтроз       | Джоан Олдерсон |
| Доктор Філіп Вайс    | Остін Болл     |
| Доктор Пенні Серлінг | Ноель Дюбуа    |
| Лаура Лукас          | Мері Лего      |
| Джулія Вайт          | Ванесса Броз   |

## Список серій
1. 4Ever
2. Adversaries: Part 1
3. Adversaries: Part 2
4. Weekend
5. Hotzone
6. Property: Part 1
7. Property: Part 2
8. Lonely
9. Tarot
10. Virus
11. Erase
12. Secrets
13. Home